# Eilema cinereola
Eilema cinereola là một loài bướm đêm thuộc phân họ Arctiinae, họ Erebidae.